# Bournemouth International Centre
O Bournemouth International Centre (BIC), em Bournemouth, Dorset, é uma arena utilizada para conferências, exposições, entretenimento e eventos no sul da Inglaterra, em Birmouth, Reino Unido. Além disso, é famosa pela realização de conferências nacionais dos principais partidos políticos britânicos e os sindicatos.
O Windsor Hall tem uma capacidade de 6500 pessoas para um concerto, e é um dos maiores locais de música indoor do Reino Unido, muitas vezes incluída nas excursões de arenas, de grandes artistas. O pequeno Salão Solent pode abrigar exposições, ou colocar 2.000 pessoas para concertos de música de pé. O Salão Solent substituiu a piscina e máquina de ondas do BIC em 2004.
Patrocinado e gerido pelo BHLIVE, o BIC é operado ao lado de sua irmã local, o Teatro Pavilion e Ballroom.